# 石头镇 (洛川县)
石头镇，是中华人民共和国陕西省延安市洛川县下辖的一个乡镇级行政单位。
2015年，陕西省民政厅批复同意撤销朱牛乡，并入石头镇。

## 行政区划
石头镇下辖以下地区：
石头街村、吴家庄村、寺庄村、寨头村、独不着村、月家庄村、车厢塬村、南岭古村、修辉村、兴牛畛村、科石村、吕家山村、圪崂村、半坡村、史家河村、盘曲河村、党家塬村、黄龙山村、百益街村、腊元村、牛天咀村、安固村、师师堡村、元圪塔村、短支村、武郊村、仁里府村、百马庄村、朱牛村、备庄村、上乞佛村、下乞佛村、元庄村、员家塬村、吉林村、员李河村、页勿村、秦家寨村、审交村、沟曲头村、贾家寨村、白中村、东化庄村、小里村、西庄寨村、西庄尧科村、坊堡村、杨贺河村、西化庄村和月合村。